# Leucania exsanguis
Leucania exsanguis är en fjärilsart som beskrevs av Achille Guenée 1852. Leucania exsanguis ingår i släktet Leucania och familjen nattflyn. Inga underarter finns listade i Catalogue of Life.